# اورگان (نیومکزیکو)
اورگان، نیومکزیکو (به انگلیسی: Organ) یک منطقهٔ مسکونی در ایالات متحده آمریکا است که در شهرستان دونیا آنا، نیومکزیکو واقع شده‌است. اورگان ۳۲۳ نفر جمعیت دارد و ۱٬۵۴۹٫۶۲ متر بالاتر از سطح دریا واقع شده‌است.